# 알마 (종교 용어)
알마(almah)는 사춘기의 활력을 암시하는 어근에서 유래되었으며, 결혼할 준비가 된 젊은 여성을 의미하는 히브리어 단어이다. 마태복음에 나오는 예수의 동정녀 탄생에 대한 설명에서 그것이 중요함에도 불구하고, 마빈 앨런 스위니(Marvin Alan Sweeney)는 학자들이 그것이 가임기 여성을 지칭한다는 데 동의하지만 그녀가 처녀인지 아닌지와는 아무런 관련이 없다고 말한다. H.G.M. 윌리엄슨(H.G.M. Williamson)은 정확한 어원이 불분명하며 '알마'가 처녀를 지칭할 수 있지만 꼭 그런 것은 아니라는 광범위한 합의가 있다고 말한다. 브레바드 S. 차일즈(Brevard S. Childs)는 논쟁의 여지가 있는 한 가지 언급(잠언 30:19)을 제외하고 알마의 모든 경우가 실제로 처녀를 의미하는 것처럼 보이지만 결혼한 여성이 알마로 언급될 가능성은 거의 없다고 말한다. 처녀로서 그것은 순결과 성적 성숙에 너무 많은 초점을 맞추고 있다. 이 단어는 히브리어 성경에 9번 나오며, 모든 용법에서 이 단어는 처녀로 표시된 여성이나 불확실한 여성을 가리키는 데 사용된다.